# Samuel Albert
Pour les articles homonymes, voir Albert.
Samuel Albert, né le 20 septembre 1988 à Soucelles (Maine-et-Loire), est un chef cuisinier français.  
Gagnant de la saison 10 de Top Chef diffusée sur M6 en 2019, alors qu'il est chef exécutif de l'ambassade de Belgique au Japon, il est depuis novembre 2019 chef du restaurant Les Petits Prés et, depuis 2023, chef de la brasserie du ralliement à Angers. 
En 2023, il participe à la saison Top Chef: World All-Stars de l'émission originale Top Chef, diffusée sur la chaîne américaine Bravo et la chaîne Gulli en France.

## Parcours

### Jeunesse et formation
Samuel Albert grandit à Soucelles, près d'Angers. Sa mère lui transmet le goût des produits du jardin et de la cuisine familiale. Sa passion pour la cuisine lui vient également de ses deux grands-mères. Il suit une scolarité «en dents de scie» au lycée hôtelier Sadi Carnot-Jean Bertin de Saumur puis, au cours de son BTS de Management en hôtellerie-restauration à Saumur, il part en stage chez Joël Robuchon à Monaco. Son diplôme obtenu, il part travailler pendant deux ans à l'Atelier de Joël Robuchon à Londres pour apprendre l'anglais.

### Début de carrière et vie au Japon
L'envie de voyage et l'attirance pour les cultures culinaires du monde l'entraînent dans une carrière internationale : après une expérience à La Réunion, Samuel Albert part en 2013 en Suisse et travaille au restaurant de l'hôtel Cordée des Alpes à Verbier. L'année suivante il est sous-chef Junior du chef australien Shannon Bennett au restaurant Vue du Monde à Melbourne, en  Australie. Il travaille ensuite deux ans à Shanghai, où il est chef exécutif pour trois restaurants du groupe Light & Salt. 
La Chine le marque beaucoup mais c'est surtout le Japon, qu'il part visiter en 2016, qui laisse sur lui une empreinte indélébile. Après trois mois au Japon et sur le point de rentrer en France, il trouve un poste de chef exécutif de l’ambassade de Belgique grâce au chef Bernard Anquetil (neveu de Jacques Anquetil) et à l'Amicale des Cuisiniers et Pâtissiers Français au Japon. Il occupe ce poste pendant trois ans, jusqu'en août 2019. A Tokyo, son ami Franckélie Laloum, chef du Ritz-Carlton et participant de la saison 9 de Top Chef, l'incite à essayer le concours. Il s'y inscrit finalement pour évaluer son niveau et se remettre en danger, le travail à l'ambassade ne lui offrant pas les retours qu'obtiennent les chefs qui tiennent un restaurant.

### Top ChefFrance et États-Unis
Samuel Albert participe au tournage de la saison 10 de Top Chef qui dure de mi-octobre à fin novembre 2018. Il est remarqué dès son entrée pour sa réinterprétation de l'œuf mimosa avec des influences japonaises et il est intégré dans la brigade de Michel Sarran. Il y noue des liens d'amitié avec son camarade d'équipe Guillaume Pape et leur association sur les épreuves en équipe est efficace : ensemble, ils gagnent trois épreuves : celle des fruits de mer, évaluée par Pierre Gagnaire, l'épreuve des fraises au sucre avec les meilleurs ouvriers de France et l'épreuve du râble de lièvre aux fruits de Gilles Goujon. Cette dernière permet à Samuel Albert de revenir dans le concours duquel il venait d'être éliminé lors de l'épisode précédent. 
À partir des quarts de finale, il est coaché par Philippe Etchebest et remporte l'épreuve de Nicolas Sale au Ritz ainsi que l'épreuve des agrumes de Mauro Colagreco. Samuel Albert parvient à se qualifier en finale où il l'emporte face à son ami Guillaume, à qui il reverse 10% de ses gains.
Le 2 janvier 2020, Samuel Albert apparaît dans la demi-finale de la saison 5 d'Objectif Top Chef animée par Philippe Etchebest. Les trois demi-finalistes se mesurent à lui lors d'une épreuve intitulée « Qui peut battre Samuel Albert ? » portant sur le thème des desserts de légumes.
En 2023, il participe à la saison 20 de l'émission originale Top Chef, diffusée sur la chaîne américaine Bravo et la chaîne française Gulli. Cette saison All-Stars regroupe 16 candidats des adaptations de Top Chef dans différents pays. Samuel Albert y est éliminé à la fin du premier épisode,.

### LesPetits Prés
A l'issue du tournage de Top Chef en France, Samuel Albert retourne au Japon, ne revenant que le temps du tournage de la finale le 17 janvier 2019 à Evian-les-Bains puis de celui du tournage de la révélation des résultats le 5 avril à Paris. Il achève sa mission à l'ambassade de Belgique en mai 2019 et se réinstalle en France avec sa compagne, avec pour projet d'ouvrir son propre restaurant à Angers baptisé Les Petits Prés, en hommage à sa grand-mère qui lui a transmis les bases de la cuisine.
Son restaurant ouvre le 5 novembre 2019 et enregistre plus de 1000 réservations dans les premières 48 heures de mise en ligne du système de réservation.  
Samuel Albert y propose une cuisine « fusion » nourrie de ses voyages. Sa carte comprend également un plat de gambas chimichurri, proche du plat qui lui avait valu les compliments de Mauro Colagreco en quarts de finale de Top Chef ainsi qu'un dessert en trompe-l'œil intitulé « pomme Magritte », reprenant la recette du dessert qu'il avait servi en finale de Top Chef, « le chocolat et la pomme, inspiration du tableau de René Magritte : le Fils de l'homme, 1964 ».   